# 渋谷英男
渋谷 英男（、1928年〈昭和3年〉2月20日 - ）は、日本の元俳優。一時期、三井 紳平（）名義で活動していた。東京都出身。

## 人物
東宝の専属俳優。同じく東宝の俳優であった加藤茂雄によれば、渋谷は1955年の第二次専属俳優決定の際に日映連から東宝へ移ったという。
ジャンルを問わず数多くの映画に出演しており、特に特撮映画では新聞記者を演じていることが多い。
1970年以降、映画出演の記録がない。
同じ東宝専属俳優の中島春雄によると、仲間の演技の批評は厳しかったという。
加藤は、渋谷について青柳信雄の監督作品でその場で言われたセリフをこなすなど、起用で回転が利く人物であったと評しており、『落語長屋』シリーズで撮影所長賞を貰っていたと証言している。

## 主な出演作品

### 映画
- ラッキーさん（1952年 市川崑監督）：杉山
- 四十八人目の男（1952年 佐伯清監督）：かけて来る町人
- 足にさわった女（1952年 市川崑監督）：留置所警官
- 七人の侍（1954年 黒澤明監督）：野武士
- ゴジラシリーズ
  - ゴジラ（1954年 本多猪四郎監督）：記者[1][9][10]
  - ゴジラの逆襲（1955年 小田基義監督）：ナイトクラブの客[11][注釈 1]
  - キングコング対ゴジラ（1962年 本多猪四郎監督）：記者[1][6][10][注釈 2]
  - モスラ対ゴジラ（1964年 本多猪四郎監督）：記者[1][6][10][注釈 3]
  - 三大怪獣 地球最大の決戦（1964年 本多猪四郎監督）：火山研究所職員[12][2]、村人[13][3]
  - ゴジラ・エビラ・モスラ 南海の大決闘（1966年 福田純監督）：巡査[13][6][注釈 3]
  - 怪獣総進撃（1968年 本多猪四郎監督）：記者A[13][9][14]
- 透明人間（1954年 小田基義監督）：ナイトクラブの客、路面電車の乗客[要出典]
- 青い果実（1955年 青柳信雄監督）：山田
- 空の大怪獣 ラドン（1956年 本多猪四郎監督）：炭抗夫[15][注釈 3]
- 恐怖の弾痕（1957年 日高繁明監督）：バンド・マスター
- 地球防衛軍（1957年 本多猪四郎監督）：盆踊りの太鼓打ち[1]、警官[2]、誘導アナウンス（声）[3役][要出典]
- 無法松の一生（1958年 稲垣浩監督）：太鼓を打つ青年
- 変身人間シリーズ
  - 美女と液体人間（1958年 本多猪四郎監督）：記者[1][2]
  - 電送人間（1960年 福田純監督）：パトカーの警官[13][注釈 3]
  - ガス人間第一号（1960年 本多猪四郎監督）：銀行員[2][16][注釈 3]
  - マタンゴ（1963年 本多猪四郎監督）：クラブの店員[要出典]
- 大怪獣バラン（1958年 本多猪四郎監督）：カメラマンA[17]
- 上役・下役・ご同役（1959年 本多猪四郎監督）：杉本宗雄
- 宇宙大戦争（1959年 本多猪四郎監督）：ドイツ代表の声
- 戦国群盗伝（1959年 杉江敏男監督）
- 社長太平記（1959年 松林宗恵監督） - キャバレーの客[18]
- 悪い奴ほどよく眠る（1960年 黒澤明監督）：記者
- 花のセールスマン 背広三四郎（1960年 岩城英二監督）：セールスマン原
- 情無用の罠（1961年 福田純監督）：パトカーの警官
- モスラ（1961年 本多猪四郎監督）：記者[1][9][10]
- 世界大戦争（1961年 松林宗恵監督）：笠置丸船員[要出典]
- 妖星ゴラス（1962年 本多猪四郎監督）：記者[1][8]
- 早乙女家の娘たち（1962年 久松静児監督）：刑事B
- 暗黒街の牙（1962年 福田純監督）：タンクローリーの運転手
- クレージー映画
  - ニッポン無責任野郎（1962年 古澤憲吾監督）：植木屋
  - ホラ吹き太閤記（1964年 古澤憲吾監督）：今川方の間者
  - 日本一のゴマすり男（1965年 古澤憲吾監督）：営業部員
  - クレージーの無責任清水港（1966年 坪島孝監督）：早立ちの旅人
  - 日本一のゴリガン男（1966年 古澤憲吾監督）：統南商事社員
- 天国と地獄（1963年 黒澤明監督）：ビュッフェの客[注釈 4]
- 海底軍艦（1963年 本多猪四郎監督）：自衛隊員[1][2][注釈 3]
- クレージー作戦シリーズ
  - 無責任遊侠伝（1964年 杉江敏男監督）：結婚式の司会
  - クレージーだよ奇想天外（1966年 坪島孝監督）：テレビディレクター
  - クレージー大作戦（1966年 古澤憲吾監督）：電車運転手
  - クレージーだよ天下無敵（1967年 坪島孝監督）：産業スパイ
  - クレージーの怪盗ジバコ（1967年 坪島孝監督）：ジバコ特捜班刑事
- 宇宙大怪獣ドゴラ（1964年 本多猪四郎監督）：新聞記者[13][14]
- 男嫌い（1964年）
- 暗黒街全滅作戦（1965年 福田純監督）：駅の刑事
- 狸の大将（1965年 山本嘉次郎監督）：駅の買い物客
- フランケンシュタイン対地底怪獣（1965年 本多猪四郎監督）：週刊誌記者[1][10]
- けものみち（1965年 須川栄三監督）：ホテル協会係員
- 若大将シリーズ
  - エレキの若大将（1965年 岩内克己監督） - ホテルのフロント
  - レッツゴー!若大将（1967年 岩内克己監督） - ボーイ
- ゼロ・ファイター 大空戦（1966年 森谷司郎監督）：艦隊の士官[注釈 4]
- フランケンシュタインの怪獣 サンダ対ガイラ（1966年 本多猪四郎監督）：記者5[13][14]
- 乱れ雲（1967年 成瀬巳喜男監督）：営業所員
- 100発100中 黄金の眼（1968年 福田純監督）：ラリーの係員[注釈 3]
- 首（1968年 森谷司郎監督）：里見巡査部長

### テレビドラマ
- ウルトラシリーズ
  - ウルトラQ 第2話「五郎とゴロー」（1966年 円谷一監督）：林カメラマン（毎日新報）[注釈 5]
  - ウルトラマン 第3話「科特隊出撃せよ」（1966年 飯島敏宏監督）：水力発電所職員
- 青春とはなんだ第32話「エレキで助けろ」（1966年7月10日　松森健監督）
- 快獣ブースカ 第41話「宇宙の王様」（1967年 鈴木俊継監督）：チャメ星人
- でっかい青春 第6話「天まで走れ」（1967年 高瀬昌弘監督）
- マイティジャック 第11話「燃える黄金」（1968年 堀内真直監督）：新聞記者[注釈 3]